# نادين ويلسون
نادين ويلسون (8 فبراير 1988 -)، ممثلة وعارضة أزياء لبنانية حصلت على لقب ملكة جمال لبنان لعام 2007. أدت صوت البطلة «لارا كروفت» باللغة العربية للعبة الشهيرة «تومب رايدر» عام 2013، ومرة أخرى للعبة «شادو أف تومب رايدر» عام 2018.

## أعمالها
- تومب رايدر حيث قدمت الصوت العربي للعبة.[1]
- مسلسل الشحرورة حيث مثلت دور ابنة صباح هويدا.
- مسلسل جود مع الممثل بديع أبو شقرا
- مسلسل صبايا 5 بدور ياسمين.
- مسلسل غزل البنات[3]
- مسلسل الغالبون 2
- مسلسل بلا ذاكرة

## وصلات خارجية
- نادين ويلسون نجيم على موقع قاعدة بيانات الأفلام العربية